# ماكدة مورة
ماكدة جوروجي مورة (1956-5 سبتمبر 2018) هي ممثلة سورية، شاركت في العديد من الأعمال المسرحية والدرامية.

## حياتها
وُلدت في حلب عام 1956، وفي عام 1994 انتَسبت لنقابة الفنانين، وكانت بداياتها في مسارح حَلب، مثل المسرح القومي ومسرح الساعة والمُضحك المبكي واتحاد عمال حلب، حيثُ شاركت في العديد من العُروض المسرحية مثل خطيبة المحامي.
وعلى الرغم من مشاركتها بالعديد من التجارب المسرحية في مسرح حلب القومي عندما كانت في العشرينيات من عمرها، إلا أن انضمامها لنقابة الفنانين السوريين تأخر حتى سنة 1994، عندما أصبحت سيدة تبلغ سن الثامنة والثلاثين، ولم تدخل إلى عالم الشاشة الصغيرة والدراما التلفزيونية حتى وصلت إلى سن الأربعين، فكان مسلسل «إخوة التراب» (1996) أول تجاربها التلفزيونية.
شاركت في العديد من الأعمال الدرامية، ومِنها الناس بلا الناس وليل المسافرين وأخوة التراب وخان الحرير والبيوت أسرار وربيع بلا زهور وطيور الشوك وأيام الغضب والحقد الأبيض وتل الرماد ويوميات جميل وهناء والعرس الحلبي.
كما شاركت في فيلم رؤى حالمة، في عام 2003.

## وفاتها
تُوفيت في حلب في 5 سبتمبر 2018، عن عمرٍ يناهز 62 عامًا، وذلك إثرَ معاناتها مع المرض.

## روابط خارجية
- ماكدة مورة على موقع قاعدة بيانات الأفلام العربية